# Panama (Oklahoma)
Panama – miasto w Stanach Zjednoczonych, w stanie Oklahoma, w hrabstwie Le Flore.